# روبرت بروس فيدن
روبرت بروس فيدن مواليد 1942 (بالإنجليزية: Robert Bruce Faden)‏ هو عالم نبات أمريكي.